# Pomiara włóczna

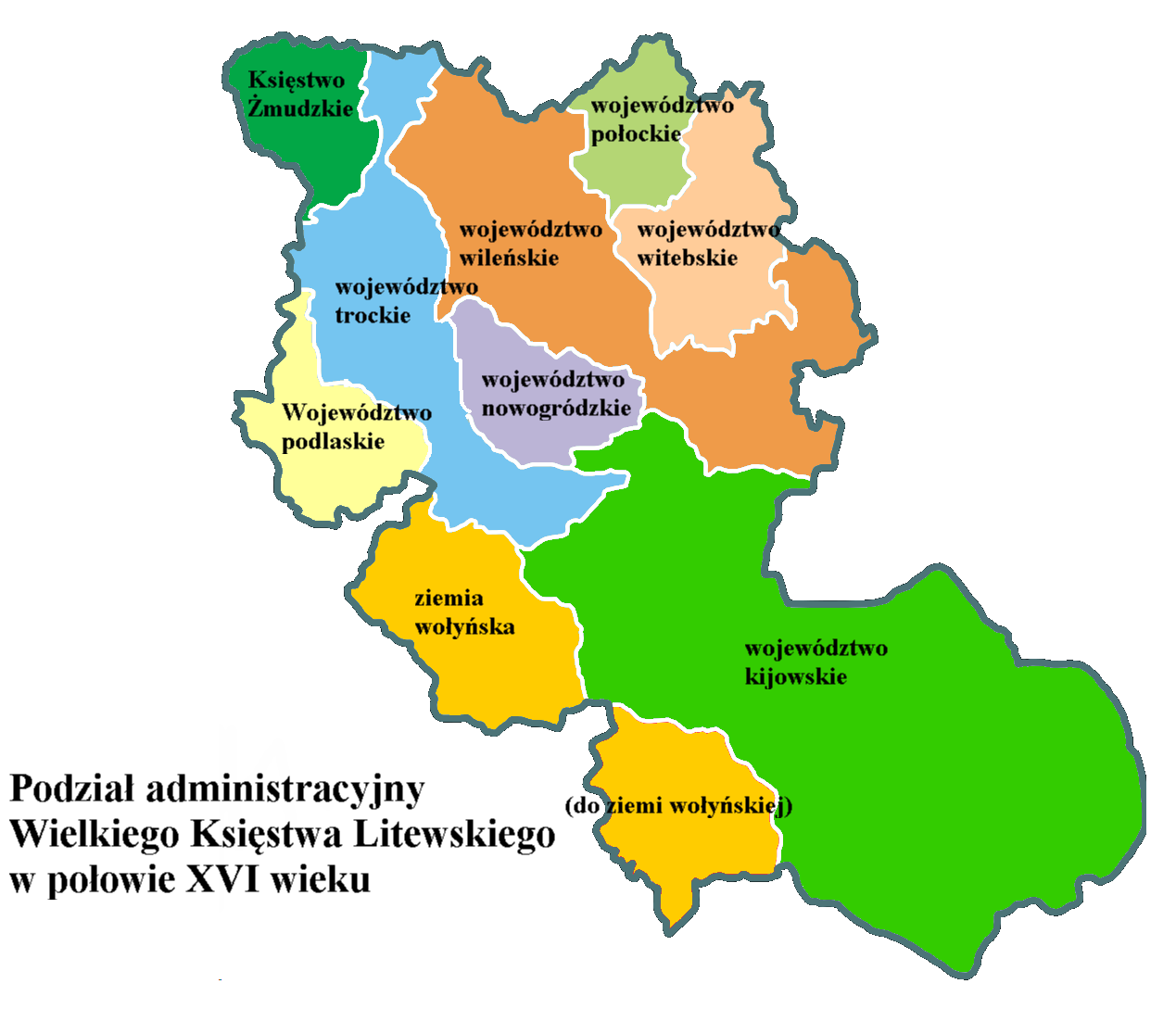
Podział administracyjny Wielkiego Księstwa Litewskiego w połowie XVI wieku

Pomiara włóczna – reforma rolna na terenach Wielkiego Księstwa Litewskiego (obecnie Ukrainy, Białorusi, Litwy, Żmudzi i wschodniego Podlasia), przeprowadzona w drugiej połowie XVI i na początku XVII wieku; charakterystycznymi cechami była komasacja gruntów, zastąpienie świadczeń pobieranych od chłopów czynszem oraz wprowadzenie trójpolówki. Rozpoczęta przez Zygmunta I i Bonę, kontynuowana przez Zygmunta Augusta.

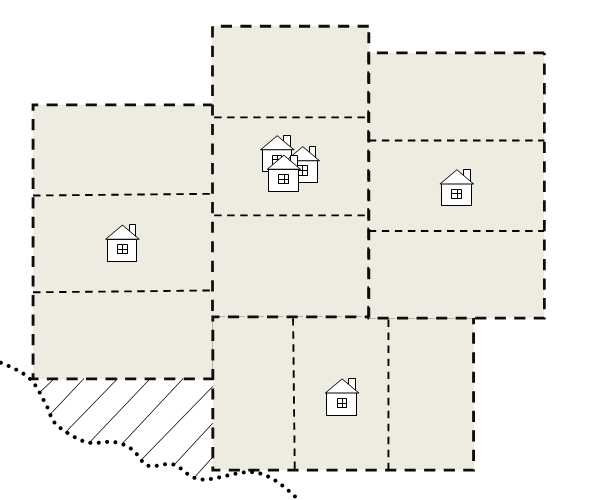
Schemat organizacja zagród po pomiarze włócznej

Samorzutne osadnictwo, które trwało na tych ziemiach do połowy XVI wieku wytworzyło nieregularna zabudowę i rozproszony układ pól.
Z inicjatywy królowej Bony na terenie Królewszczyzn, która wykupiła w 1533 roku z rąk kanclerza Olbrachta Gasztołda zastawione dobra królewskie z Bielskiem, Surażem, Brańskiem, Narwią i Kleszczelami i w następstwie tego otrzymała je od Zygmunta I Starego w dożywotnie władanie, rozpoczęto porządkowanie przestrzenne i komasację gruntów. Przeprowadzona reorganizacja polegała na skomasowaniu rozproszonego osadnictwa wiejskiego w duże i zwarte wsie-ulicówki, o ściśle określonych granicach. W okolicach Bielska Podlaskiego wymierzanie gruntów rozpoczęto w 1540 roku.
Król Zygmunt II August wydał 1 kwietnia 1557 roku ustawę zwaną Sprawa Włoczna, na podstawie której Piotr Chwalczewski (uczeń Andrzeja z Łęczycy), dokonał pod nadzorem Mikołaja Czarnego Radziwiłła i Ostafiego Bohdanowicza Wołłowicza, przy pomocy mierników i rewizorów, stosownych podziałów nieruchomości na kolejnych należących do króla terenach.
Pomiara włóczna polegała na wprowadzeniu nowej organizacji w układzie przestrzennym. Każdemu gospodarstwu przydzielano 1 włókę ziemi, co równało się (w przypadku tej akcji) 21,3 ha. Pozostałe ziemie, które nie wchodziły w skład przydziałów, przeznaczone były na tworzenie folwarków o powierzchni do kilkunastu włók lub oddawane na wspólny użytek wsi (pastwiska, lasy). Obszar wsi dzielono na trzy pola uprawne a przez środek wsi wytyczano niwę siedzibną, przeznaczoną pod zabudowę. Każdy osadnik otrzymywał po jednym zagonie w każdym z trzech pól i jeden zagon pod budowę zagrody. Wszystkich obowiązywała jednolita zabudowa zagród oraz trójpolowy system uprawy ziemi. Założona w ten sposób wieś miała charakter ulicówki. Domy stały w rzędzie (lub dwóch rzędach po obu stronach) przy drodze, za domami były budynki inwentarskie, na końcu stodoły. Często za stodołami była druga, równoległa do głównej droga zastodolna.
Dzięki tak przeprowadzonym zmianom wsie uzyskały regularny charakter, często zachowywany przez kolejne kilkaset lat, a dochody z dóbr królewskich wzrosły kilkakrotnie.